# Parafia Wniebowzięcia Najświętszej Maryi Panny w Oleśnicy
Parafia Wniebowzięcia Najświętszej Maryi Panny – parafia rzymskokatolicka w Oleśnicy.
Erygowana w XIII wieku. Należy do dekanatu stopnickiego diecezji kieleckiej. Mieści się przy ulicy Zakościele.